# كلية هونغ كونغ للأطباء
كلية هونغ كونغ للأطباء (بالإنجليزية: Hong Kong College of Physicians)‏ هيَ هيئة مهنية للأطباء في هونغ كونغ. تأسست في عام 1887.